# L.J.ビーストン
L.J.ビーストン（Leonard John Beeston, 1874年 - 1963年）は、イギリスの小説家、放送作家。ロンドン出身。雑誌「新青年」の創刊翌年大正十年に出版されたその増刊号において、邦訳である「マイナスの夜光珠」が掲載された。日本では「新青年」に邦訳が多数掲載され、人気を博した。1970年に横溝正史らによる翻訳集「ビーストン傑作集」が刊行されている。

## 主な作品
- マイナスの夜光珠
- シヤロンの灯火
- ヴォルツリオの審問
- 死者の手紙
- 東方の宝
- 三百三十三号室
- 盲目の猛犬
- シヤロンの淑女
- 闇の手
- 過去の影
- 愛してはならぬ女
- 無慈悲な懺悔
- 人間豹
- 敵
- 間諜
- パイプ
- 決闘用の拳銃
- 緑色の部屋
- 夜の精
- 緑色の人魚
- 一月二百磅
- 星の私語
- 決闘家倶楽部
- 浮沈
- 廃屋の一夜
- クレッシングトン夫人の青玉
- 形見の猫目席
- 十万磅
- 黄昏
- 悪魔の笑ひ